# Diocèse de Thuburbo Majus

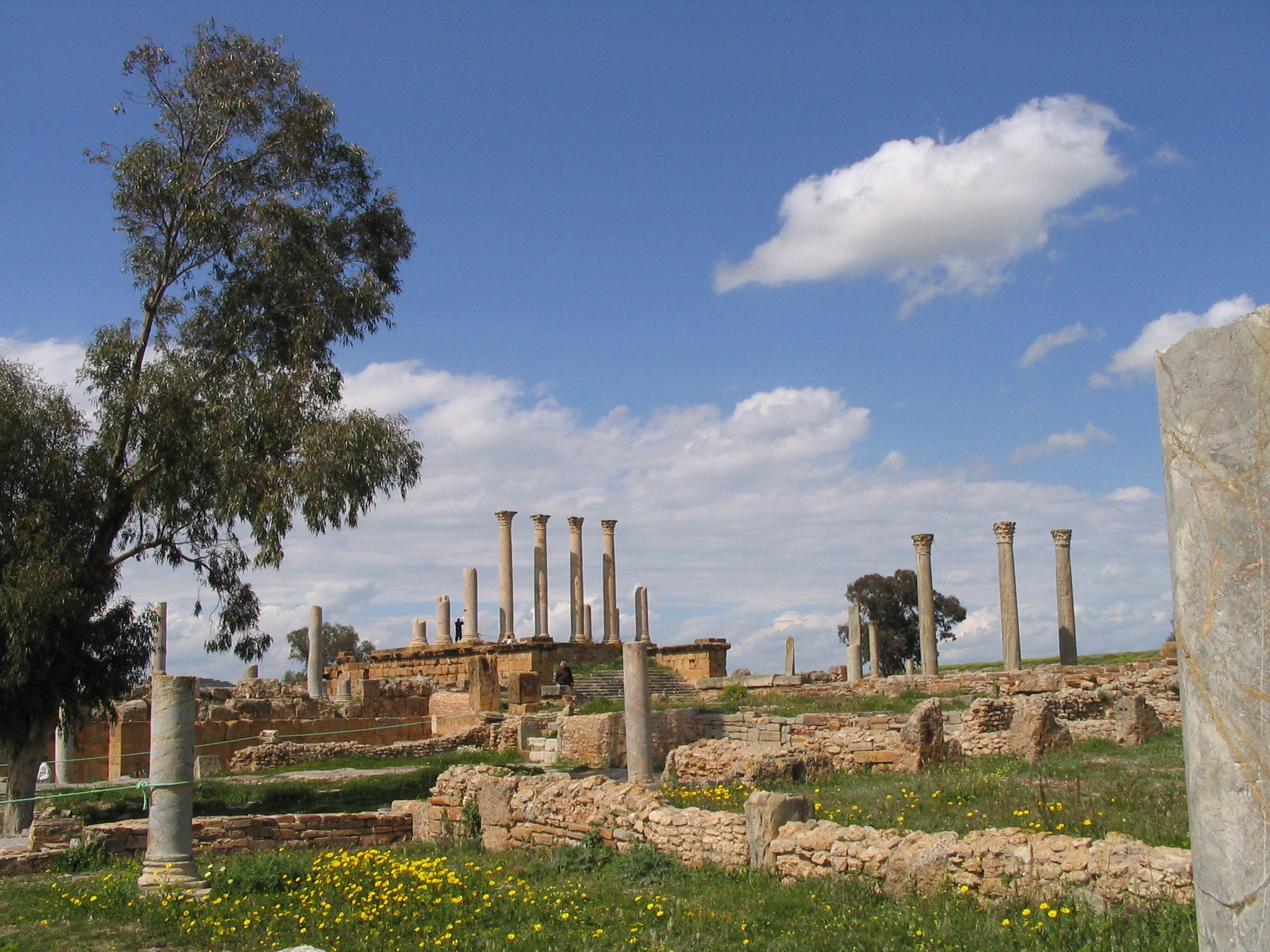
Ruines de la basilique de Thuburbo Majus.

Le diocèse de Thuburbo Majus (latin : Dioecesis Thuburbitana seu Thuburbitanorum Maiorum) est un siège supprimé et titulaire (in partibus infidelium) de l'Église catholique.

## Storia
Thuburbo Majus, dont le site archéologique se trouve près de la ville d'El Fahs dans le gouvernorat de Zaghouan en Tunisie, est un siège épiscopal antique de l'Afrique proconsulaire qui était suffragant de l'archidiocèse de Carthage.
Parmi les vestiges d'édifices, l'on reconnaît une ancienne basilique chrétienne à trois nefs avec un baptistère, comme siège épiscopal.
Six évêques sont documentés comme ayant été à la tête de Thuburbo Majus. Sedatus a pris part au concile de Carthage en 256 auprès de saint Cyprien pour discuter de la question des relaps. Faustus fut parmi les évêques nord-africains à participer au concile d'Arles en Gaule en 314. Lors de la conférence de Carthage qui réunit en 411 les catholiques et les donatistes de l'Afrique romaine, on note la présence de Cyprien et du donatiste Ruffin. Bennatus intervient au synode qui se réunit en 484 à Carthage, sous l'égide du roi vandale Hunéric, à la suite de quoi il est exilé. Enfin Germanus assiste au concile qui se prononce contre le monothélisme en 646. À l'exception des évêques de 411, les autres auraient pu appartenir soit à ce siège, soit au siège de Thuburbo Minus, car les sources ne font pas la différence.
Depuis le 12 février 2025, Thuburbo Majus est un siège titulaire vacant.

## Ordinaires
- Sedatus † (mentionné en 256)
- Faustus † (mentionné en 314)
- Cyprien † (mentionné en 411)
  - Rufin † (mentionné en 411, évêque donatiste)
- Bennatus † (mentionné en 484)
- Germanus † (mentionné en 646)

## Évêques titulaires
- Servílio Conti (en), I.M.C. † (8 février 1968 - 14 septembre 2014, mort)
- John Kochuthundil (de) (5 août 2017 - 10 avril 2018), nommé évêque coadjuteur de Muvattupuzha
- Robert Gerald Casey (en) (3 juillet 2018 - 12 février 2025), nommé archevêque de Cincinnati

## Sources
- Ressource relative à la religion :   - Catholic Hierarchy
- Notices d'autorité :   - VIAF
- (en) « Titular Episcopal See of Thuburbo Maius », sur gcatholic.org (consulté le 29 mars 2017).
- (la) Pius Bonifacius Gams, Series episcoporum Ecclesiae Catholicae, vol. I, Leipzig, 1931, 963 p. (lire en ligne), p. 469.
- (la) Stefano Antonio Morcelli, Africa Christiana, vol. I, Brescia, Officina Bettoniana, 1816 (lire en ligne), p. 332-333.
- Noël Duval, « L'évêque et la cathédrale en Afrique du Nord : Lyon, Vienne, Grenoble, Genève, Aoste, 21-28 septembre 1986 », Publications de l'École française de Rome, vol. 123, no 1,‎ 1989, p. 395-396 (lire en ligne, consulté le 29 mars 2017).
- Joseph Mesnage, L'Afrique chrétienne : évêchés et ruines antiques d'après les manuscrits de Mgr Toulotte et les découvertes archéologiques les plus récentes, Paris, Ernest Leroux, 1912 (lire en ligne), p. 90-91.